# Estação Porte Dauphine
Porte Dauphine é uma estação do Metrô de Paris. É o terminal oeste da Linha 2 do Metropolitano de Paris, no 16º arrondissement de Paris.
Próximo a esta estação, pode se transferir para o RER C na estação Avenue Foch (sem transferência direta).

## História
A estação foi inaugurada em 13 de dezembro de 1900. Na época, a Linha 2 só foi concluída até Charles de Gaulle - Étoile. Agora vai de Porte Dauphine em torno da parte norte de Paris, através de Montmartre, em torno de seu término oriental em Nation. A linha 2 chegava até a estação de Étoile, rebatizada para Estação Charles de Gaulle - Étoile em 1970.
A estação leva o seu nome da "Porte Dauphine" porque era um local onde ficava às portas da cidade do Muro de Thiers, que cercava a cidade de Paris, na extremidade oeste da avenue Foch e ao norte do boulevard Lannes, serve em particular a Universidade Paris-Dauphine aberta em 1968.
A estação contém uma das duas únicas entradas em estilo Art Nouveau originalmente projetadas por Hector Guimard (1867-1942), arquiteto que foi originalmente contratado pela Compagnie du Chemin de Fer Métropolitain de Paris (CMP), em 1899, para projetar as entradas para as estações de metropolitano (a outra é Abbesses).
Em 2011, 2 840 152 passageiros entraram nesta estação. Ela viu entrar 2 890 496 viajantes em 2013, o que a coloca na 189ª posição das estações de metrô por sua frequência em 302.

## Serviços aos Passageiros

### Acessos
A estação é famosa por uma de suas entradas criada por Hector Guimard (a que dá para a Place des Généraux du Trentinian - lado par da Avenue Foch).
O edifício foi totalmente restaurado em outubro de 1999 para as comemorações do centenário do Metrô de Paris.

### Plataformas
A estação Porte Dauphine é uma das últimas a ter preservado:
- sua configuração original "em raquete", ou seja, duas semi-estações divergentes, flanqueando um circuito de volta muito apertado, de trinta metros de raio somente;
- sua decoração original, em telhas planas de cor creme; ela faz parte das decorações experimentais ensaiadas em 1900, antes de ter retida, posteriormente, as famosas telhas brancas biseladas.

### Intermodalidade
A estação está conectada, por via pública, com a estação de Avenue Foch situada na Linha C do RER. Ela também é servida pela linha PC1 (97) da rede de ônibus RATP.

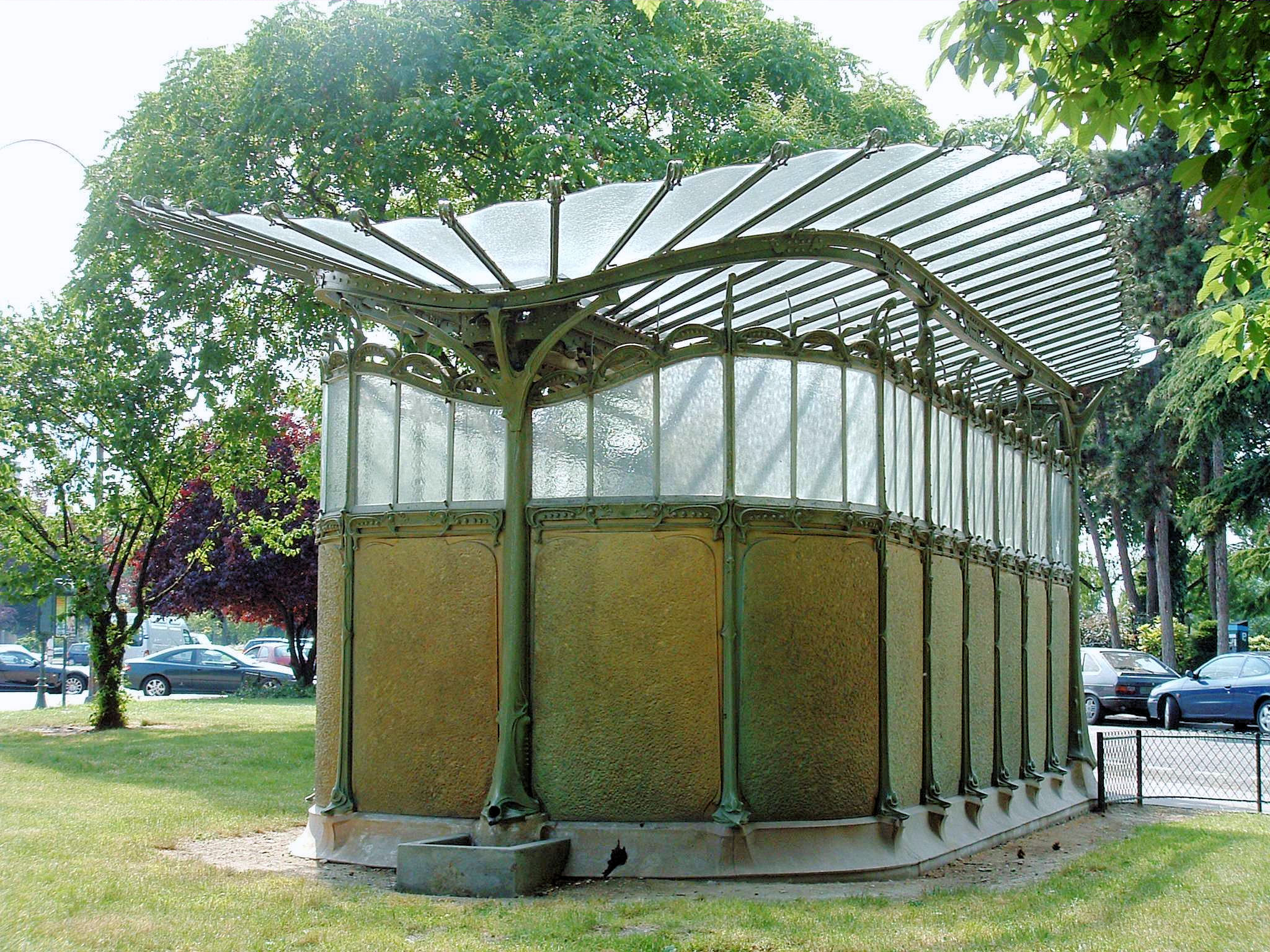
Edícula de Hector Guimard, apelidada La libellule.
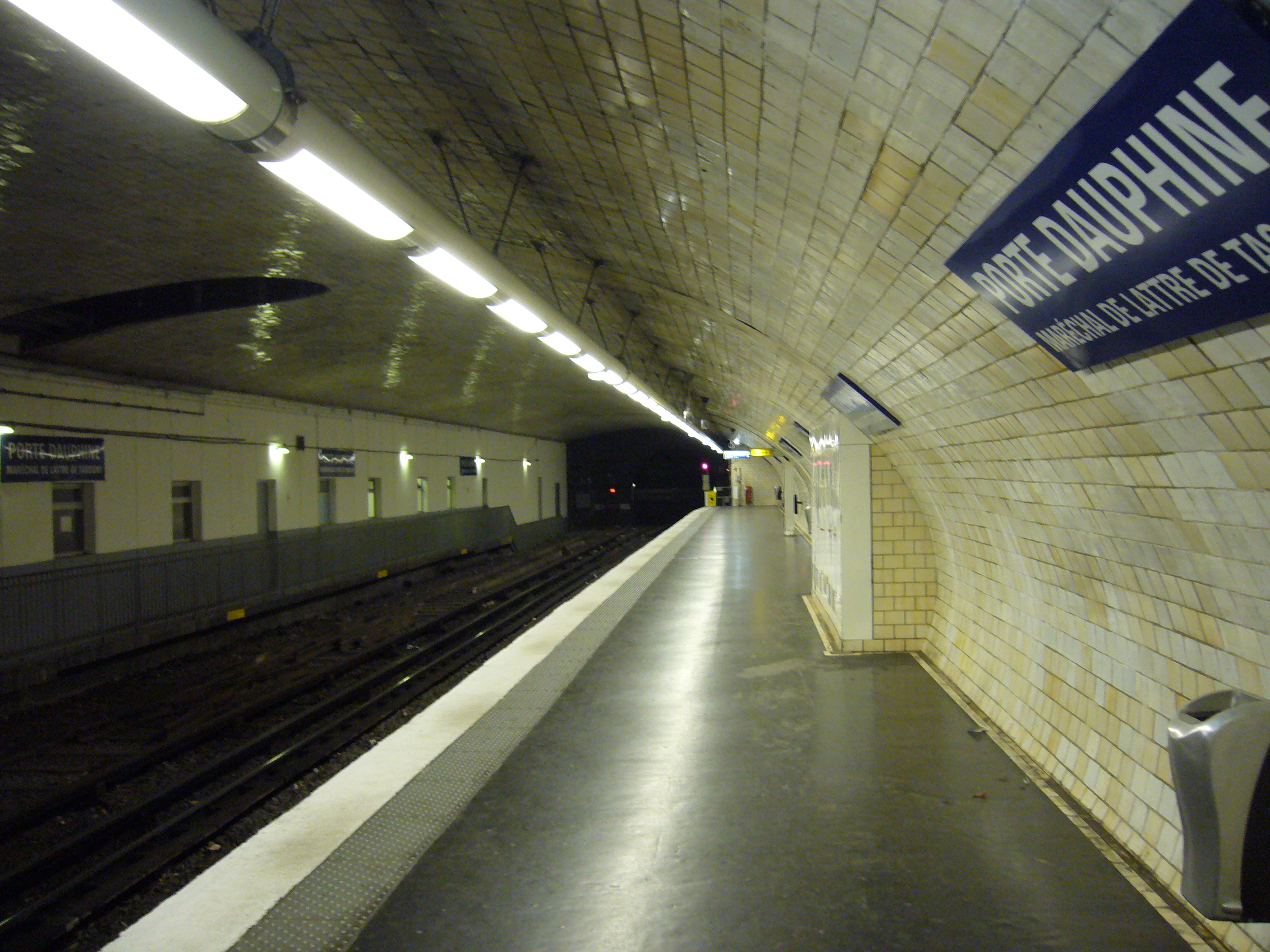
Plataforma de chegada.
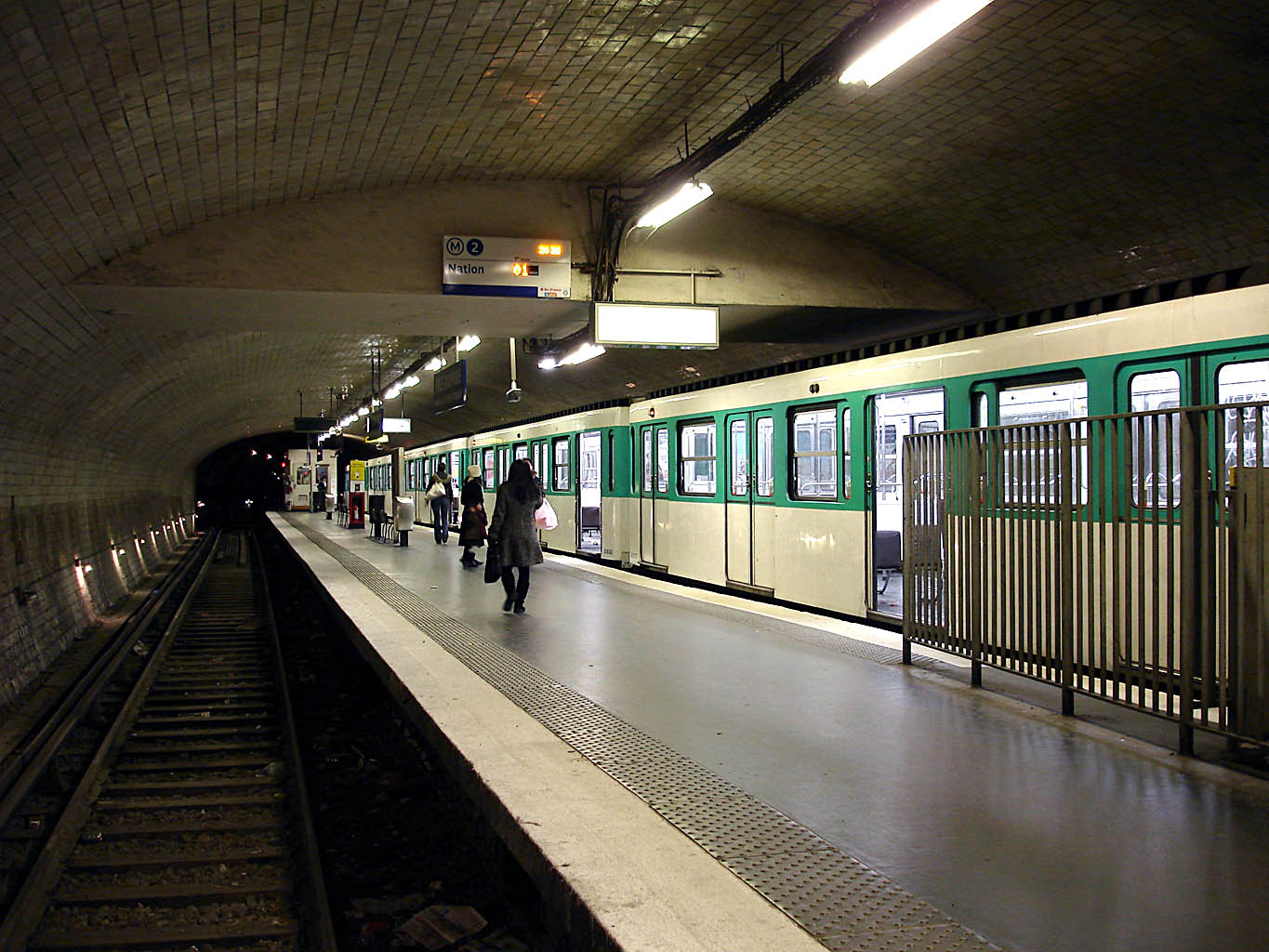
Plataforma de partida.

- Detalhes da edícula Guimard de uma entrada de metrô